# Tobolka (léková forma)

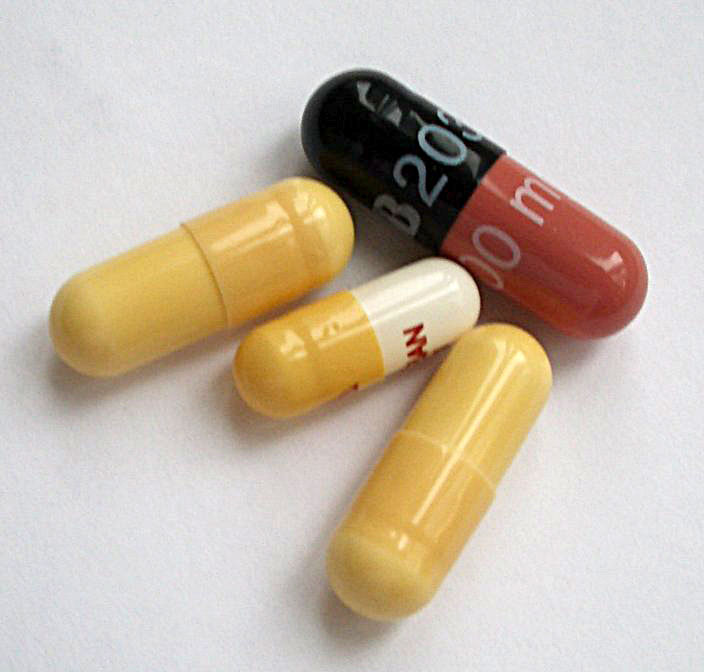
Tobolky

Tobolka (lat. capsula) je dutá léková forma většinou ze želatiny, různé velikosti, která plní funkci obalu k plnění tuhých nebo lipofilních léčivých látek nebo roztoků. Jsou vejčitého, kulovitého, válcového nebo jiného tvaru. Jsou bezbarvé nebo barevné, popřípadě průhledné. Aplikují se orálně nebo rektálně.

## Rozdělení

### Měkké tobolky
Jsou lékové formy různého tvaru a pevností želatinové stěny, která tvoří obal ze želatinové hmoty, ve chvíli kdy dochází k plnění dávkovaného lipofilního léčiva. Obal je tvořený z jedné části. Podávají se rektálně nebo orálně. Kapaliny se uzavírají přímo, pevné látky se obvykle rozpustí nebo dispergují ve vhodné pomocné látce. Příklad: omega 3 mastné kyseliny.

### Tvrdé želatinové tobolky
Tvoří je dvě duté válcové části, které do sebe zapadají. Do užší části se naplní léčivo, které se uzavře širší částí. Příklad: připravované tobolky v lékárně, např. s methioninem.

### Enterosolventní tobolky
Tobolky se zpožděným uvolňováním, které odolávají působení žaludeční šťávy a uvolňují léčivou látku ve střevní tekutině. Obvykle se připravují naplněním tobolek granulemi nebo částicemi s enterosolventním obalem nebo se mohou připravit z měkkých nebo tvrdých tobolek s enterosolventním obalem. Příklady: omeprazol, enzymy slinivky břišní.

### Tobolky s řízeným uvolňováním
Tvrdé nebo měkké tobolky, jejichž obsah nebo obal, nebo obojí obsahují pomocné látky, nebo jsou vyrobeny postupem umožňujícím řídit rychlost, místo nebo čas uvolnění léčivé látky. Příklad: aminofylin s postupným uvolňováním, ambroxol s postupným uvolňováním.

## Velikosti tobolek a jejich jmenovitý objem
| velikost             | 00   | 0    | 1    | 2    | 3    | 4    |
| sypký materiál (ml)  | 0,93 | 0,68 | 0,50 | 0,37 | 0,28 | 0,21 |
| tekutina (ml)        | 0,84 | 0,62 | 0,45 | 0,33 | 0,25 | 0,19 |
| Celkový objem kapsle | 1,16 | 0,81 | 0,59 | 0,45 | 0,33 | 0,25 |

## Výroba
Tobolky se vyrábějí ze želatinové hmoty, ta je dobře rozpustná v trávicím traktu. Mohou se ale vyrábět i z jiných látek. Tobolky svůj obsah zpravidla uvolní v průběhu 2 až 3 minut. Charakter želatinového obalu se ovlivní poměrem želatiny, glycerinu a obsahu vody.